# Сербська прогресивна партія
Сербська прогресивна партія (СПП, серб. Српска напредна странка, CHC / Srpska napredna stranka, SNS) — сербська політична партія, створена в жовтні 2008 року колишнім лідером сербських радикалів Томиславом Николичем в результаті партійного конфлікту в Сербській радикальній партії між Ніколичем і Воїславом Шешелем.
Правляча партія, володіє 130 депутатськими мандатами в Скупщині. За ідеологією вважається консервативною і сербською націоналістичною, однак виступає за вступ Сербії в ЄС.

## Історія

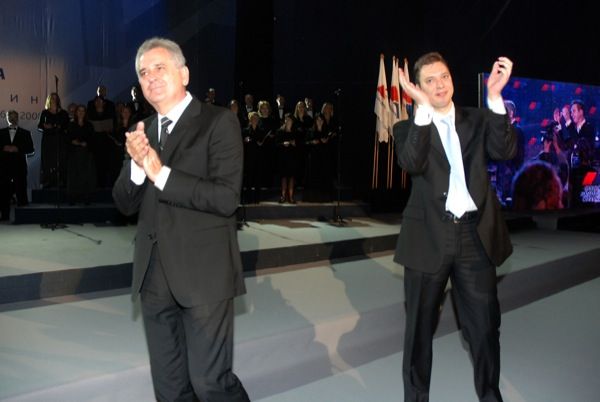
Томислав Николич та Александар Вучич

### Заснування
Конфлікт між Томіславом Ніколічем і Воїславом Шешелем став очевидним після заяви Ніколіча про те, що Сербська радикальна партія (СРС) у парламенті Сербії підтримає Угоду про стабілізацію та асоціацію для вступу Сербії в Європейський Союз, проти чого виступали Шешель та його прихильники.
Ніколіч, який був головою парламентської групи СРП і заступником голови партії з 1992 року, подав у відставку 07 вересня 2008 року. Через день Ніколіч і 10 інших депутатів сформували парламентську групу «Napred Srbijo» («Вперед, Сербіє»), до якої в наступні дні приєдналися ще п'ять депутатів. Божидар Деліч і Йоргованка Табакович, високопосадовці СРП, були одними із засновників парламентської групи Ніколіча.
11 вересня Ніколіч оголосив, що парламентська група «Napred Srbijo» переросте в політичну партію. Було припущення, що Александар Вучич, генеральний секретар СРП, також приєднається до новоствореної партії, що Ніколіч підтвердив пізніше того ж дня. Через день СРП звільнила Ніколіча та 17 інших депутатів від партії за опозицію до Шешеля, а Вучич залишив СРП 13 вересня.
Ніколіч заявив, що новостворена партія буде частиною «сучасних правих» і підтримуватиме зміцнення відносин з Європейським Союзом і Росією. 24 вересня він оголосив, що вона буде називатися Сербська прогресивна партія (СПП).
Партія була зареєстрована 10 жовтня, а 21 жовтня відбувся установчий з’їзд, на якому було представлено правління з 20 осіб, головою якого був Ніколіч, а заступником — Вучич. До того часу СПП отримувала підтримку членів СРП, а депутатська група СПП складалася з 21 депутата.

### 2008—2011 роки
У листопаді 2008 року СПП закликала до проведення позачергових парламентських виборів до жовтня 2009 року. Цю ідею підтримав Чедомір Йованович, голова Ліберально-демократичної партії Сербії (ЛДПС). Пізніше того ж місяця Вучич заявив, що СПП буде в опозиції до Демократичної партії (ДПС). СПП виступила проти ініціятиви конституційних змін у травні 2009 року, назвавши її «несерйозною». Через місяць СПП взяла участь у місцевих виборах у Земуні, відомому як оплот СРП, де вона отримала 34% голосів, тоді як SRS отримала лише 10%.
До липня 2009 року СПП стала найсильнішою опозиційною партією в Сербії. У грудні 2009 року вона брала участь у місцевих виборах у Вождоваці та Костолаці, тоді як у Вождоваці вона отримала 37% голосів і 26 мандатів у муніципальній скупщині, тоді як у Костолаці вона отримала 12% голосів. Після виборів SNS сформувала місцевий уряд з Демократичною партією Сербії (ДПС) і Новою Сербією (НС) у Вождоваці. CeSID, неурядова організація моніторингу виборів, стверджує, що причиною успіху СПП на виборах є їхні антикорупційні обіцянки.
У лютому 2010 року СПП оголосила, що зібрала понад 500 000 підписів за дострокові парламентські вибори, а через місяць вони заявили, що кількість підписів зросла до понад мільйона. Після березня 2010 року вони стверджували, що ДПС «втягує країну в глибоку кризу» і що у відповідь вони проведуть антиурядові протести в Белграді. СПП декларативно підтримала Декларацію Сребрениці, яка засуджує різанину в Сребрениці 1995 року, хоча утрималася від голосування в Народній скупщині.
У грудні 2010 року вона оголосила, що організує протести в лютому 2011 року. НС оголосила, що приєднається до протестів. У січні 2011 року СПП подала 304 580 підписів за зміну Конституції. У лютому 2011 року почалася серія антиурядових протестів, організованих СПП. Вона попросила уряд призначити дострокові вибори до кінця 2011 року. Протести спочатку були організовані в Белграді, але в березні та квітні 2011 року вони поширилися на інші міста Сербії. У середині квітня Ніколіч оголосив голодування, вимагаючи від президента Бориса Тадича скликати дострокові парламентські вибори.

## Організація
Сербська прогресивна партія має Правління, яке діє як оперативно-політичний орган партії та складається з 30 членів. Партія також має Головний і Виконавчий комітет. СПП також має молодіжне та жіноче крило. СПП керує фондом За сербський народ і державу, який був заснований у 2019 році.
Поточним головою СПП є Мілош Вучевич, який був обраний у 2023 році. Йоргованка Табакович є його заступником. До травня 2023 року партією керував президент Сербії Александар Вучич.
Нинішніми віце-головами СПП є Ана Брнабіч, Ірена Вуйович, Марко Джурич, Невена Джурич, Сініша Малі, Владімір Орліч і Александар Шапіч, які були обрані в 2021 році, а потім переобрані в 2023 році, за винятком Вуйовича, який був замінений. Міленко Йованов очолює парламентську групу СПП з 2022 року, тоді як Дарко Глішич є президентом виконавчого комітету партії.
Штаб-квартира СПП знаходиться на вулиці Пальміра Тольятія, 5/3 у Белграді. Партійна газета — SNS Informator.
Сербська прогресивна партія отримала найбільшу підтримку через Вучича. Опитування громадської думки Faktor plus у грудні 2014 року показало, що 80% виборців СПП не проголосували б за СПП, якби партію очолив хтось інший, а не Вучич. Маючи принаймні 800 000 членів станом на 2020 рік, СПП є найбільшою політичною партією в Європі за кількістю членів.
У 2023 році Петронієвич-Терзіч заявила, що SNS використовувала органи місцевого самоврядування в партійних цілях, а також кошти місцевих громадських компаній для проведення партійних зборів, мітингів і рекламних кампаній. Transparency Serbia також повідомила, що під час парламентської виборчої кампанії 2016 року СПП використовувала офіційні події, такі як відкриття приватних заводів, для поширення своїх передвиборчих меседжів.

## Програма партії
Програма Сербської прогресивної партії будується на 10 основних принципах:
1. Захист територіальної цілісності Сербії.
2. Допомога сербському народу за межами кордонів Сербії, особливо на території колишньої Югославії.
3. Боротьба за формування стабільного стану, в якому верховенство закону і повага до конституції буде основою державного управління.
4. Боротьба за дотримання конституції, міжнародних договорів і збереження прав національних меншин.
5. Підвищення ролі Сербії в світі, бути мостом між заходом і сходом.
6. Військовий нейтралітет. Тільки логічні дії в період загострень між Росією і НАТО.
7. Боротьба із злочинністю і корупцією.
8. Економічне процвітання і скорочення безробіття.
9. Соціальна справедливість.
10. Рівний регіональний розвиток та децентралізація Сербії.